# Super Double Dragon
Super Double Dragon (conocido en Japón como Return of Double Dragon) es el cuarto juego en la saga de videojuegos Double Dragon. A diferencia de los anteriores juegos, los cuales fueron lanzados originalmente como juegos para arcade y posteriormente adaptados para Nintendo Entertainment System (u otras consolas), Super Double Dragon fue lanzado exclusivamente para el SNES sin haber sido lanzado anteriormente para arcades u otra consola. Fue lanzado en Norteamérica y en Japón en octubre de 1992. Las versiones del juego para Norteamérica y Europa fueron distribuidas por Tradewest en lugar de Acclaim Entertainment (la compañía que produjo las dos secuelas para el NES).

## Argumento
Como en los anteriores juegos de Double Dragon, para arcade y NES, los jugadores controlan a Billy y Jimmy Lee, dos hermanos expertos en el arte marcial ficticio Sōsetsuken. El objetivo es derrotar a todos los enemigos de cada escena, y derrotar al jefe de la escena. A diferencia de los anteriores juegos de Double Dragon para consolas, el jugador tiene un botón específico para saltar, en lugar de presionar los botones de golpe y patada al mismo tiempo, debido a la inclusión de cuatro botones del control del SNES. El juego también tiene un botón para poder bloquear ataques de los enemigos. Si el jugador bloquea puñetazos de ciertos enemigos, lo tomará del brazo, y lo podrá golpear o patear varias veces, o arrojarlo por encima del hombro. Además, el jugador puede aturdir enemigos para tomarlos de los cabellos como en los anteriores juegos, y realizar técnicas similares. Otros movimientos nuevos incluyen una patada saltando hacia atrás, y una combinación de patada alta y baja.
El juego incorpora también una barra conocida como «Dragon Power», que se puede llenar al mantener presionado el botón L o R, permitiendo realizar otras técnicas. Cuando la barra está llena en menos de la mitad, el jugador puede realizar un golpe de revés o una patada saltando. Si se llena en más de la mitad, puede realizar una patada giratoria. Si la barra está completamente llena, podrá tener sus golpes y patadas con más poder por un periodo limitado de tiempo.
El juego está compuesto de siete escenas: un casino en Las Vegas, un aeropuerto, un gimnasio de artes marciales en el barrio chino, una pelea en un camión que cruza el puente Golden Gate, los barrios bajos, un bosque y montañas, y la mansión de los Shadow Warriors. Los enemigos que aparecen en el juego son los siguientes: Williams y Roper, enemigos que regresan de anteriores juegos, y que aparecen usando chaquetas y pantalones similares; Jeff, un clon de Billy; Baker, un enemigo que trae dos espadas chinas (Shuangdao); Steve, un peleador de artes marciales vestido en un traje informal; Jackson, un ex campeón de pesos pesados; Cheng Long-Fu y Cheng Long-Baio, gemelos expertos en artes marciales chinas, McGuire; un hombre con apariencia de payaso que puede bloquear ataques con su estómago; Carlem, un tipo alto con una patada poderosa; y Duke, el líder de los Shadow Warriors y un examigo en la infancia de los hermanos Lee.

## Personajes
- Billy Lee: (jugador 1) Es un maestro en Southern Sōsetsuken que se especializa en agilidad y flexibilidad. Billy mantiene su diseño básico de la NES y de las versiones anteriores de otras consolas (cabello rojo y vestimenta azul).

- Jimmy Lee: (jugador 2) Es un maestro en Northern Sōsetsuken el cual prioriza la fuerza.

- Williams y Roper: Son dos enemigos característicos de la saga. Williams tiene cabello rubio y viste un chaleco amarillo y pantalones camuflados, mientras que Roper tiene pelo negro con una bufanda amarrada a su cabeza vistiendo también un chaleco blanco y pantalones.

- Baker: Otro enemigo común que siempre usa un par de espadas.

- Jeff:  Un enemigo  recurrente que aparece desde el primer nivel. Es muy parecido a Billy y a Jimmy Lee diferenciándose solo en su piel oscura y ropa verde, y usa las mismas técnicas de éstos como su patada giratoria.

- Steve: El jefe de la misión 1, es un experto en artes marciales mixtas especializado en las patadas, siempre viste un terno elegante. Aparece en los demás niveles como subjefe.

- Jackson: El jefe de la misión 2, es un campeón de boxeo de pesos pesados por lo cual solo ataca con los puños. Reaparece en los demás niveles.

- Chen Ron-Fu y Chen Ron-Pyo: Los jefes de la misión 3, son gemelos expertos en artes marciales que operan en Chinatown. Ambos tiene la habilidad de agarrar las piernas y doblarlas cuando se le tira una patada normal. El que está vestido de amarillo se especializa en las patadas, mientras que el que está vestido de verde se especializa en los puños.

- McGwire: El jefe de la misión 4. Un payaso que puede bloquear los golpes con su estómago además de poder cargar al jugador y lanzarlo contra el piso.

- Carlem: El jefe de la misión 6. Un gigante que cuida el acceso al escondite. Su especial es una patada media al que le llaman la patada de la muerte.

- Duke: Es el jefe final. Un hombre conocedor de unas artes marciales muy vistosas. Es muy resistente y muy fuerte.